# Paul Schoonbroodt
Pastoor Paul Schoonbroodt (Eupen, 1933 - Sankt Vith, 26 mei 2012) was bouwpastoor, priester en spiritueel van de traditionalistische rooms-katholieke Herz Jesu Kirche in Steffeshausen, België.  
In 1958 werd hij in Luik tot priester gewijd.
Hij was een bekende Belgische vertegenwoordiger van het traditionalisme.
Hij werkte na zijn priesterwijding als leraar en geestelijke in katholieke scholen en parochies in het Bisdom Luik.
In de jaren 1970 werd zijn strijd tegen de veranderingen in de Katholieke Kerk zichtbaar, wanneer hij als pastoor in Steffeshausen (Burg-Reuland) werkte. Hij weigerde de Novus Ordo Missae (Nieuwe Liturgie) van Paus Paulus VI aan te nemen, en bleef de Mis volgens de Tridentijnse liturgie opdragen.
Door zijn aanvankelijke verbondenheid met aartsbisschop Mgr. Lefebvre werd hij door de media en het grootste deel van de Luikse geestelijkheid bestreden. Toch bleef hij onder Mgr. Guillaume-Marie van Zuylen (1951-1986), bisschop van Luik, fungeren. Na het aantreden van een nieuwe bisschop in 1986, Mgr. Albert Houssiau (1986-2001), werd hij ook door het bisdom zelf bestreden. Houssiau wilde Schoonbroodt dwingen de Nieuwe Liturgie aan te nemen. Op 18 oktober 1988 werd hij door Houssiau uit zijn parochie gezet, en, nadat Schoonbroodt steun bleef houden van zijn kerkfabriek, geëxcommuniceerd op 24 oktober.
Met medestanders slaagde Schoonbroodt erin aan de rand van zijn voormalige parochiegebied een nieuwe kerk te laten verrijzen, waar hij tot aan zijn dood de H. Mis opdroeg volgens de Tridentijnse liturgie. 